# Кемнат
Кемнат (њем. Kemnath) град је у њемачкој савезној држави Баварска. Једно је од 26 општинских средишта округа Тиршенројт. Према процјени из 2010. у граду је живјело 5.295 становника. Посједује регионалну шифру (AGS) 9377129.

## Географски и демографски подаци
Кемнат се налази у савезној држави Баварска у округу Тиршенројт. Град се налази на надморској висини од 462 метра. Површина општине износи 56,8 km². У самом граду је, према процјени из 2010. године, живјело 5.295 становника. Просјечна густина становништва износи 93 становника/km².